# نظرية اللون المضاد

الألوان المضادة تعتمد على التجربة. والمصابون بعمى اللون الأخضر (Deuteranopes) سيرون فرقا قليلا بين اللونين العلوي والسفلي في العمود الأوسط.

نظرية اللون المضاد (بالإنجليزية: Opponent process)‏ هي نظرية اللون التي تنص على أن نظام الرؤية البشري يترجم معلومات اللون التي تصله بمعالجة الإشارات الواردة من الخلايا المخروطية والعصوية على نحو متضاد. إن لأنماط المخاريط الثلاثة بعض التراكب في الحساسية للأطوال الموجية للضوء، فيكون نظام الرؤية أكثر فعالية في تسجيل الفروق بين استجابة المخاريط أكثر من استجابة كل مخروط على حدى. تفترض نظرية اللون المضاد وجود ثلاث أزواج متضادة من القنوات: الأحمر ضد الأخضر، والأزرق ضد الأصفر، والأسود ضد الأبيض. الاستجابات للون واحد من الأزواج المتضادة هي مضادة للاستجابات من اللون الآخر.
لنفترض وجود ثلاثة أنواع من الحقول المستقبلة للون، تسمى القنوات المتضادة. قناة أبيض-أسود أو الاستضواء تنتج عن إضافة مخاريط L وM. ولهذه القناة أكبر دقة فراغية. وقناة أحمر – أخضر تنتج عن طرح المخاريط M من المخاريط L. ودقتها الفراغية أقل بقليل من قناة الاستضواء. تنتج القناة أصفر – أزرق من إضافة L و M وطرح إشارة المخروط S. ولهذه القناة دقة فراغية منخفضة جدا. مبدأ القنوات المتضادة اقترحها هيرينغ 1878م. وقد ناقش أن نظرية اللونية الثلاثية لا يمكن أن تفسر لماذا تندمج الأضواء الحمراء والخضراء لتوليد الضوء الأصفر أو كيف يخلط الناس ذووا العجز في الرؤية اللونية بين الأحمر والأخضر أو بين الأصفر والأزرق. وبعدها بدأ نقاش العلماء حول طبيعة النظام البصري، هل هو نظام اللونية الثلاثية، أم التضاد؟ كلتا العمليتين تحدثان.